# Deambulatório

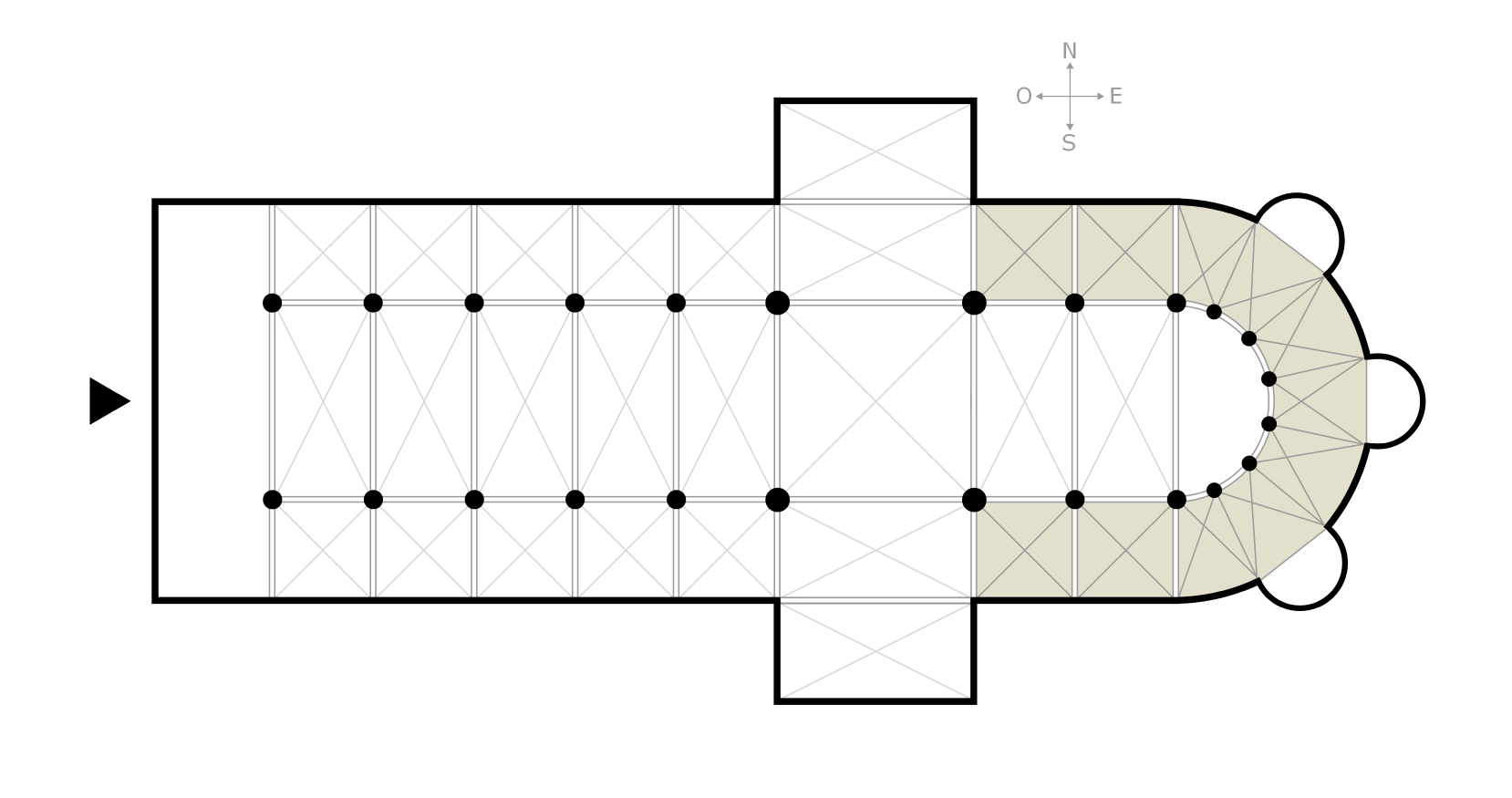
Representação esquemática de uma planta de catedral. O deambulatório é a área colorida.

Deambulatório (do latim deambulatorĭu), também designado por charola, é a nave de uma igreja que rodeia o coro e o altar-mor.
Num mosteiro é a passagem coberta que, fechada de um dos lados e aberta do outro através de colunas, circunda um pátio exterior. Este conjunto também pode ser designado por claustro.
O termo remete também para a passagem presente no interior da igreja ou catedral cristã (especialmente em estilo gótico), que se situa na extremidade Este da mesma e que, acompanhando a curvatura da abside, circunda o coro. Esta passagem, semicircular ou poligonal, permite a procissão dos fiés em torno do altar-mor e dá acesso às capelas que radiam em torno da abside (capela radiante).
Nos templos de planta central é a ala que circunda a área central.

## Outro significado
Charola é também o termo usado para designar um andor para imagens religiosas. No Brasil é um andor em forma de oratório, com a imagem do Senhor dos Passos no seu interior, muito utilizada nas cidades do interior de Minas Gerais, no Brasil, no século XIX. Fiéis saíam carregando essas charolas pela paróquia, durante a Quaresma, a fim de angariar fundos para as despesas da Semana Santa.